# Hubera keraudreniae
Hubera keraudreniae är en kirimojaväxtart som först beskrevs av Le Thomas och George Edward Schatz, och fick sitt nu gällande namn av Chaowasku. Hubera keraudreniae ingår i släktet Hubera och familjen kirimojaväxter. Inga underarter finns listade i Catalogue of Life.